# Self-Transcendence 3100 Mile Race

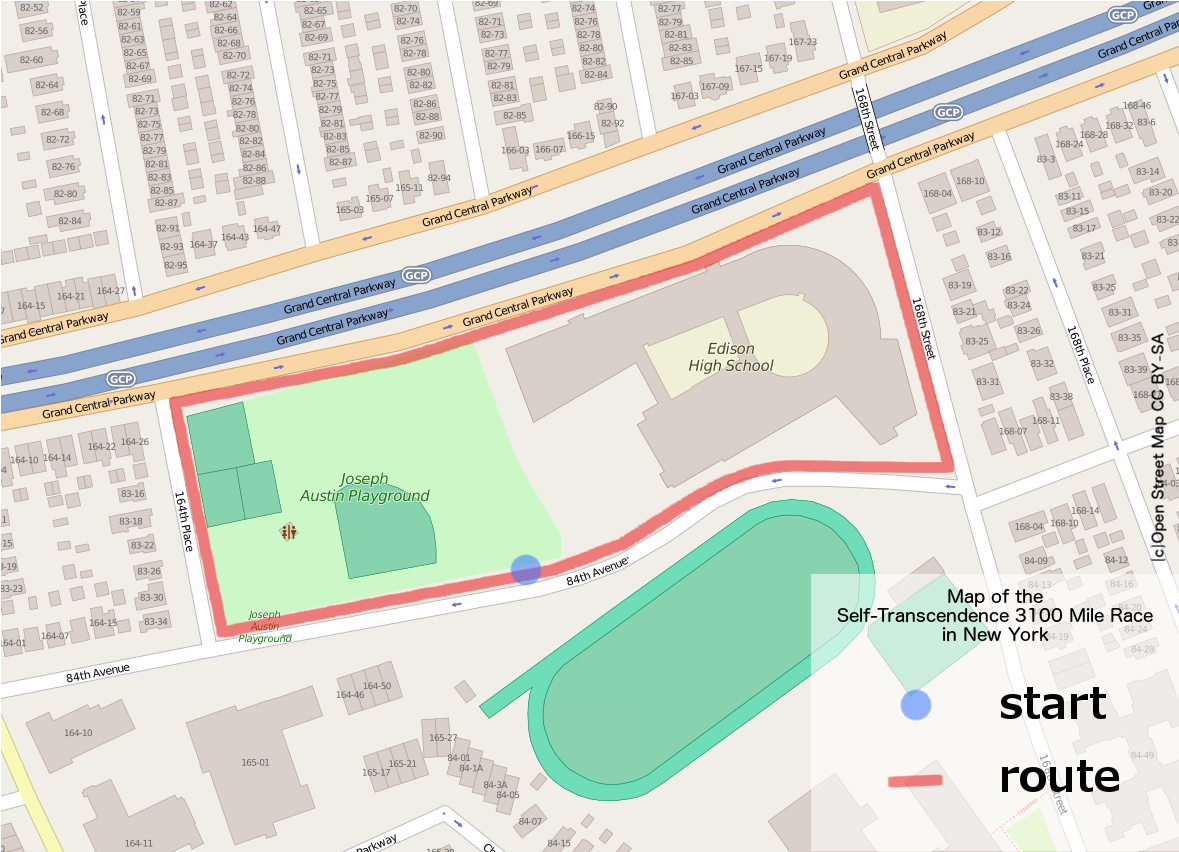
carta

La Self-Transcendence 3100 Mile Race è la gara di fondo estremo più lunga al mondo.
Questa gara su più giorni è organizzata dallo Sri Chinmoy Marathon Team e si tiene nel Queens, a New York, nel periodo giugno-agosto. La corsa è lunga 3100 miglia (4989 km), suddivisa in 5649 giri di 0,5488 miglia (883 metri) attorno a un isolato del quartiere Jamaica.
I partecipanti hanno a disposizione fino a 52 giorni per completare la distanza di 3100 miglia, pari a una media minima giornaliera di 59,62 miglia (95,95 km), ovvero a 109 giri del circuito, ad una velocità di 3,31 mph (5,33 km/h). L'orario per correre è limitato a 18 ore giornaliero (dalle 6:00 del mattino a mezzanotte). Il premio è tradizionalmente una maglietta, un DVD o un piccolo trofeo.

## Storia

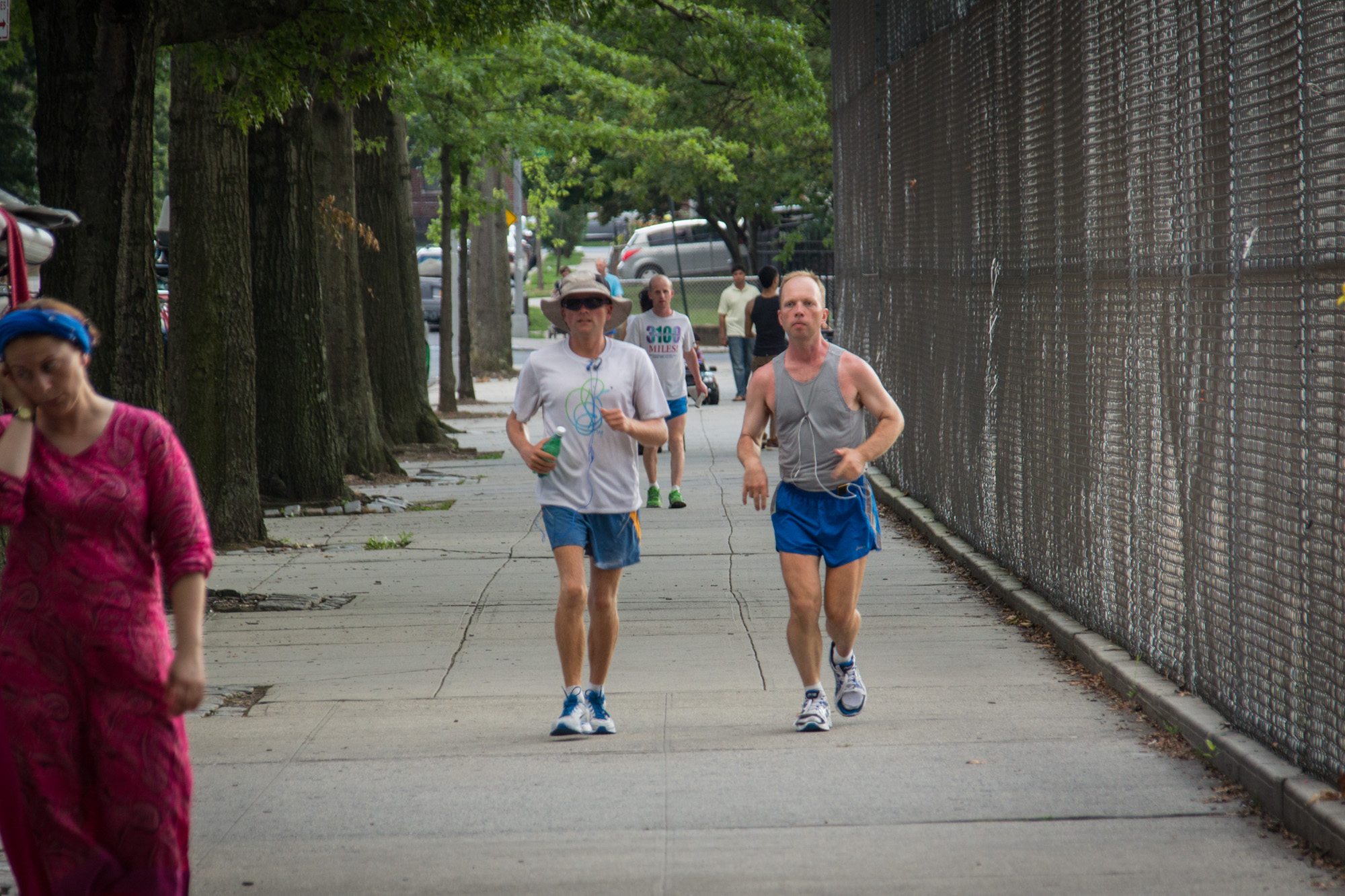
2012

La competizione fu fondata da Sri Chinmoy, che voleva creare un'opportunità per i corridori di scoprire i limiti delle proprie capacità nel tentare di superarli. Il nome "Self-Transcendence" ("Auto-Trascendenza") è utilizzato per tutte le competizioni organizzate dallo Sri Chinmoy Marathon Team. Dal 1985 tale gruppo organizzava già corse di ultramaratona e corse della durata di più giorni, come l'Ultra Trio, tre corse rispettivamente di 700, 1000 e 1300 miglia in settembre, e le gare di primavera, inclusa la Self-Transcendence 6-Day Race e la Self-Transcendence 10-Day Race.
Nel 1996 Sri Chinmoy creò questo evento come una gara di 2700 miglia (4345 km). Alla cerimonia di premiazione di quell'anno dichiarò che l'edizione del 1997 sarebbe stata estesa a 3100 miglia (4989 km). Così avvenne e da allora la distanza è rimasta invariata; comunque alcuni atleti hanno prolungato il percorso per giungere ai 5000 km.
Nel 2020 si è tenuto in Austria, Salisburgo a causa della Pandemia di COVID-19 dal 13 settembre al 3 novembre.

## Gara

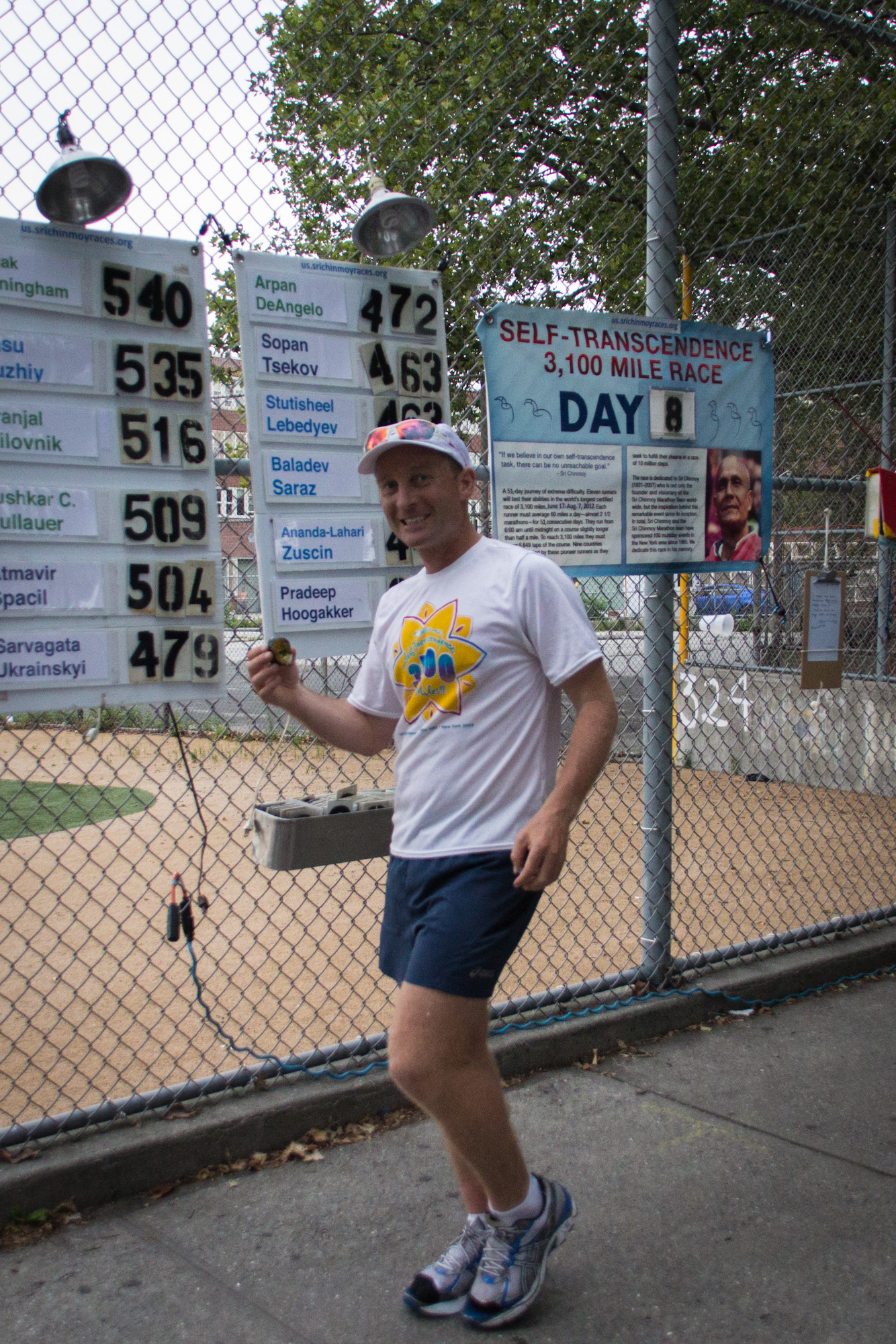
L'australiano Grahak Cunningham, vincitore nel 2012, davanti al tabellone contagiri.

La distanza di gara (3100 miglia) corrisponde alla distanza dalla costa occidentale a quella orientale degli Stati Uniti, più 11 maratone. Per la loro sicurezza, possono gareggiare solo atleti con comprovata esperienza di ultra-running. La gara si corre tutti i giorni, cambiando direzione ogni giorno, indipendentemente dalle condizioni meteorologiche, che vanno da un caldo di 38 °C (100 °F) a un acquazzone torrenziale: i corridori a volte portano gli ombrelli. I concorrenti corrono tra le persone che svolgono la loro vita quotidiana, schivando pedoni e ciclisti e, occasionalmente, grandi folle per vari eventi o celebrazioni.
Sri Chinmoy ha detto che l'auto-trascendenza sfida i corridori a "trascendere le proprie capacità precedenti", "acquisire intuizioni spirituali" e "superare le nozioni preconcette di possibilità del mondo intero". I corridori hanno parlato di "il momento più travolgente", "Quando corri una maratona, ti senti bene... quando corri 3.100 miglia, ti senti ancora meglio".
Pasti vegetariani sono forniti da volontari di una cucina improvvisata; i corridori hanno bisogno di mangiare costantemente, bruciando 10.000 kcal al giorno. Per completare la gara ogni concorrente consuma 15 paia di scarpe. I corridori hanno sei ore al giorno per mangiare, lavarsi, prendersi cura dei piedi e dormire.
La gara può essere seguita sul sito della gara; lì vengono pubblicati aggiornamenti regolari per i partecipanti e negli ultimi anni è stata attivata una webcam. Viene inoltre pubblicato un album di immagini fotografiche, più giorni alla settimana, per registrare l'attività di gara.

## Record
Il record della corsa appartiene a Pekka Aalto che ha battuto il precedente record del runner tedesco 	Madhupran Wolfgang Schwerk di 41 giorni 8h 16'29" nel luglio 2006, con i suoi 40 giorni 9h 6'21" nel 2015. Il record femminile è detenuto da Suprabha Beckjord, che ha completato il percorso di 3100 miglia in 49 giorni 14h30'54" nel 1998. Suprabha Beckjord è la persona che ha completato più edizioni della gara (14 edizioni, tutte consecutive, dal 1996 al 2009). Pekka Aalto ha vinto la gara 8 volte su 11 partecipazioni.

## Albo d'oro
| Anno | Distanza (miglia) | Gara maschile              | Gara maschile       | Gara maschile         | Gara femminile                       | Gara femminile                       | Gara femminile                       |
| Anno | Distanza (miglia) | Vincitore                  | Nazione             | Tempo                 | Vincitrice                           | Nazione                              | Tempo                                |
| ---- | ----------------- | -------------------------- | ------------------- | --------------------- | ------------------------------------ | ------------------------------------ | ------------------------------------ |
| 1997 | 3 100             | Edward Kelley              | Stati Uniti         | 47 giorni 15h19'56"   | Suprabha Beckjord                    | Stati Uniti                          | 51 giorni 2h09'56"                   |
| 1998 | 3 100             | István Sipos               | Ungheria            | 46 giorni 17 h 02'06" | Suprabha Beckjord                    | Stati Uniti                          | 49 giorni 14h30'54"                  |
| 1999 | 3 100             | Edward Kelley              | Stati Uniti         | 48 giorni 12 h 42'46" | Suprabha Beckjord                    | Stati Uniti                          | 51 giorni 14h16'17"                  |
| 2000 | 3 100             | Pekka Aalto                | Finlandia           | 47 giorni 13 h 29'55" | Suprabha Beckjord                    | Stati Uniti                          | 54 giorni 15h51'34"                  |
| 2001 | 3 100             | Pekka Aalto                | Finlandia           | 48 giorni 10 h 56'12" | Suprabha Beckjord                    | Stati Uniti                          | 52 giorni 10h37'42"                  |
| 2002 | 3 100             | Madhupran Wolfgang Schwerk | Germania            | 42 giorni 13 h 24'03" | Suprabha Beckjord                    | Stati Uniti                          | 51 giorni 12h08'06"                  |
| 2003 | 3 100             | Namitabha Arsic            | Serbia e Montenegro | 49 giorni 2 h 24'45   | Suprabha Beckjord                    | Stati Uniti                          | 56 giorni 3h00'22"                   |
| 2004 | 3 100             | Pekka Aalto                | Finlandia           | 46 giorni 6 h 55'11"  | Suprabha Beckjord                    | Stati Uniti                          | 55 giorni 13h13'00"                  |
| 2005 | 3 100             | Srdjan Stojanovich         | Serbia e Montenegro | 46 giorni 10 h 51'16" | Suprabha Beckjord                    | Stati Uniti                          | 63 giorni 4h23'28"                   |
| 2006 | 3 100             | Madhupran Wolfgang Schwerk | Germania            | 41 giorni 8 h 16'29"  | Suprabha Beckjord                    | Stati Uniti                          | 60 giorni 4 h 35'24"                 |
| 2007 | 3 100             | Pekka Aalto                | Finlandia           | 43 giorni 4 h 26'32"  | Suprabha Beckjord                    | Stati Uniti                          | 58 giorni 7 h 54'27"                 |
| 2008 | 3 100             | Pekka Aalto                | Finlandia           | 44 giorni 2 h 42'15"  | Suprabha Beckjord                    | Stati Uniti                          | 56 giorni 17 h 51'22"                |
| 2009 | 3 100             | Pekka Aalto                | Finlandia           | 43 giorni 16 h 28'06" | Suprabha Beckjord                    | Stati Uniti                          | 60 giorni 08h58'51"                  |
| 2010 | 3 100             | Pekka Aalto                | Finlandia           | 46 giorni 07 h 37'24" | Nessuna atleta ha completato la gara | Nessuna atleta ha completato la gara | Nessuna atleta ha completato la gara |
| 2011 | 3 100             | Sarvagata Ukrainskyi       | Ucraina             | 44 giorni 13 h 38'52" | Surasa Mairer                        | Austria                              | 53 giorni 15h54'25"                  |
| 2012 | 3 100             | Grahak Cunningham          | Australia           | 43 giorni 10 h 36'39" | Nessuna partecipante                 | Nessuna partecipante                 | Nessuna partecipante                 |
| 2013 | 3 100             | Vasu Duzhiy                | Russia              | 47 giorni 05 h 39'00" | Surasa Mairer                        | Austria                              | 50 giorni 04 h 57'24"                |
| 2014 | 3 100             | Sarvagata Ukrainskyi       | Ucraina             | 44 giorni 06 h 58'10" | Sarah Barnett                        | Australia                            | 50 giorni 03 h 55'08"                |
| 2015 | 3 100             | Pekka Aalto                | Finlandia           | 40 giorni 09 h 06'21" | Surasa Mairer                        | Austria                              | 49 giorni 07 h 52'24"                |
| 2016 | 3 100             | Yuri Trostenyuk            | Ucraina             | 46 giorni 01 h 10'25" | Kaneenika Janakova                   | Slovacchia                           | 51 giorni 07 h 31'07"                |
| 2017 | 3 100             | Vasu Duzhiy                | Russia              | 46 giorni 17 h 38'22" | Kaneenika Janakova                   | Slovacchia                           | 48 giorni 14 h 24'10"                |
| 2018 | 3 100             | Vasu Duzhiy                | Russia              | 44 giorni 16 h 03'53" | Surasa Mairer                        | Austria                              | 51 giorni 12 h 47'37"                |
| 2019 | 3 100             | Ashprihanal Aalto          | Finlandia           | 47 giorni 01 h 39'34" | Harita Davies                        | Nuova Zelanda                        | 51 giorni 09 h 35'20"                |
| 2020 | 3 100             | Andrea Marcato             | Italia              | 43 giorni 12 h 07'26" | Nessun partecipante                  | Nessun partecipante                  | Nessun partecipante                  |
| 2021 | 3 100             | Andrea Marcato             | Italia              | 42 giorni 17 h 38'38" | Harita Davies                        | Nuova Zelanda                        | 50 giorni 13 h 23'14"                |
| 2022 | 3 100             | Andrea Marcato             | Italia              | 43 giorni 03 h 20'27" | Susan Marshall                       | Nuova Zelanda                        | 50 giorni 16 h 23'53"                |